# NGC 2848
NGC 2848 ist eine Balken-Spiralgalaxie mit ausgedehnten Sternentstehungsgebieten (darunter das Gebiet NGC 2847) vom Hubble-Typ SBc im Sternbild Hydra südlich der Ekliptik. Sie ist schätzungsweise 82 Millionen Lichtjahre von der Milchstraße entfernt und hat einen Durchmesser von etwa 60.000 Lichtjahren.

Im selben Himmelsareal befindet sich u. a. die Galaxie NGC 2811 und NGC 2851.
Die Typ-II-Supernova SN 1994L wurde hier beobachtet.
Das Objekt wurde am 31. Dezember 1785 von Wilhelm Herschel entdeckt.